# Oleg Cassini
 Oleg Cassini (Paris, 11 de abril de 1913 — Manhasset, 17 de março de 2006) foi um estilista francês naturalizado norte-americano, notável por ter sido escolhido por Jacqueline Kennedy para fazer suas roupas de primeira-dama na década de 1960.
A segunda de suas três esposas foi a atriz Gene Tierney.